# Matt Thomas
Matthew Warren "Matt" Thomas (Onalaska, Wisconsin, 4 de agosto de 1994) es un jugador de baloncesto estadounidense que pertenece a la plantilla del ALBA Berlín de la Basketball Bundesliga. Con 1,91 metros de altura juega en la posición de escolta.

## Trayectoria profesional

### Universidad

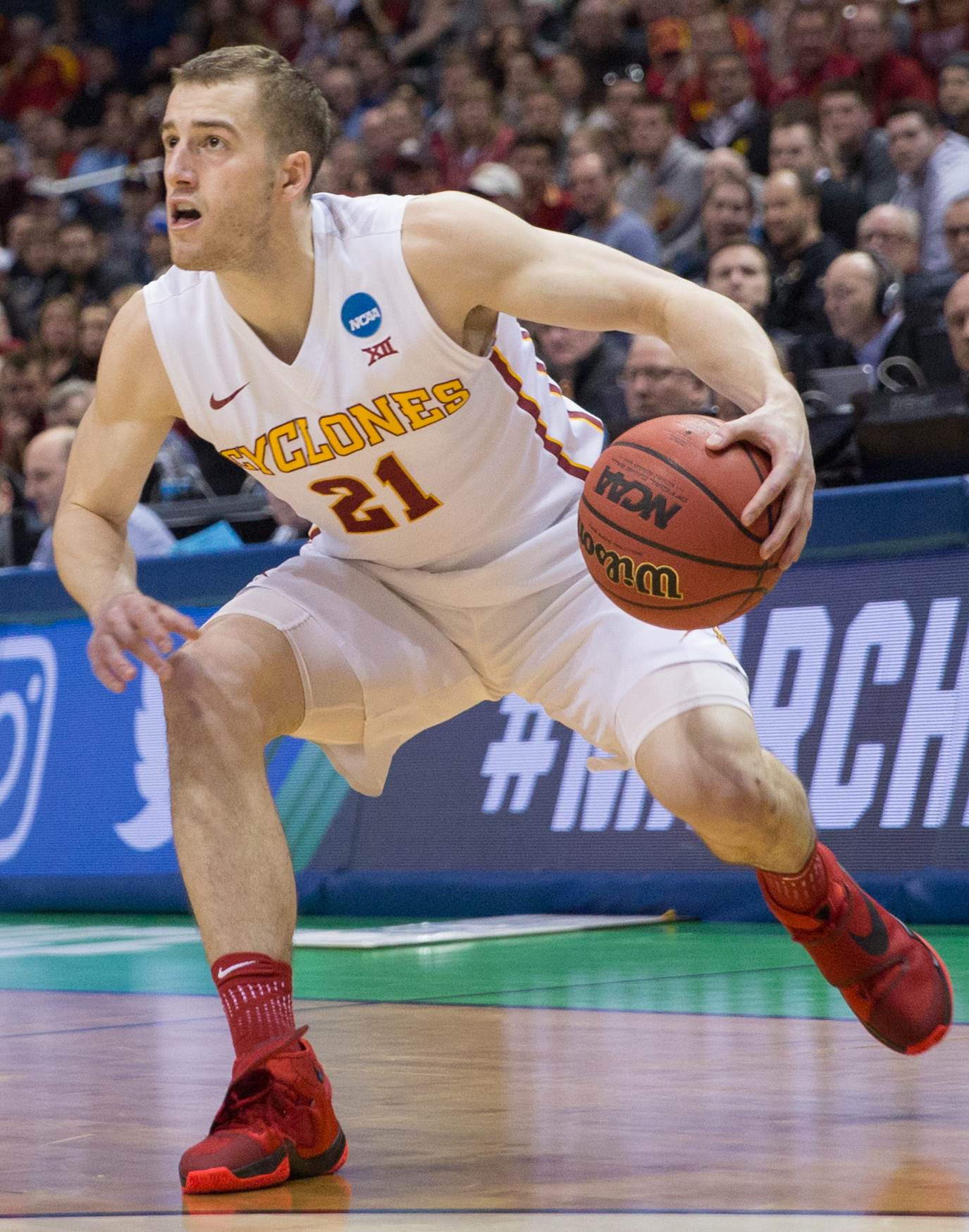
Matt Thomas con Iowa State en 2017.

Thomas se formó en la Universidad Estatal de Iowa durante cuatro temporadas formando parte de los Cyclones donde en su última temporada promedió 12,3 puntos (53.8% en tiros de dos, 44.5% en triples y 89.1% en libres), 3,9 rebotes, 1,7 asistencias para 11,6 de valoración en 30,9 minutos (35 partidos). 

#### Estadísticas
| Año     | Equipo     | PJ  | PT | MPP  | %TC  | %3P  | %TL  | RPP | APP | ROB | TPP | PPP  |
| ------- | ---------- | --- | -- | ---- | ---- | ---- | ---- | --- | --- | --- | --- | ---- |
| 2013–14 | Iowa State | 36  | 15 | 21.2 | .367 | .336 | .667 | 1.1 | 2.1 | .6  | .2  | 5.5  |
| 2014–15 | Iowa State | 32  | -  | 15.3 | .368 | .330 | .714 | 2   | .7  | .3  | .1  | 4.9  |
| 2015–16 | Iowa State | 35  | 27 | 33.6 | .440 | .432 | .902 | 4.4 | 1.7 | .8  | .2  | 11.0 |
| 2016–17 | Iowa State | 35  | 35 | 30.9 | .477 | .445 | .891 | 3.9 | 1.7 | .9  | .1  | 12.3 |
| Total   | Total      | 138 | 77 | 25.4 | .427 | .401 | .815 | 3.1 | 1.3 | .7  | .2  | 8.5  |

### Profesional
Tras no ser seleccionado en el Draft de la NBA de 2017, disputó la NBA Summer League de 2017 con Los Angeles Lakers. El Río Natura Monbus de la Liga Endesa española se fijó en él y le firmó para la temporada 2017-2018, en la que sería su primera experiencia como profesional.
Después de realizar una gran temporada en Santiago de Compostela, en los que promedia 15 puntos y 2,5 triples por partido, para la temporada 2018-19 ficha por el Valencia Basket. 
Después de un año en Valencia Basket, donde gana la Eurocup, el concurso de triples de la ACB, y promedia 11 puntos, 2 asistencias y 48% de acierto en triple, en verano de 2019 ficha por Toronto Raptors, ganadores de la NBA la temporada 2018-19.
Durante su segunda temporada en Toronto, el 25 de marzo de 2021, es traspasado a Utah Jazz.
El 8 de septiembre de 2021, firma con Chicago Bulls por una temporada.
El 30 de enero de 2023 se hace oficial su firma con el Panathinaikos de la Greek Basket League.
El 7 de agosto de 2023, firma por el ALBA Berlín de la Basketball Bundesliga.

## Estadísticas de su carrera en la NBA

### Temporada regular
| Año     | Equipo  | PJ  | PT | MPP  | %TC  | %3P  | %TL  | RPP | APP | ROB | TPP | PPP |
| ------- | ------- | --- | -- | ---- | ---- | ---- | ---- | --- | --- | --- | --- | --- |
| 2019-20 | Toronto | 41  | 1  | 10.7 | .487 | .475 | .750 | 1.5 | .5  | .2  | .0  | 4.9 |
| 2020-21 | Toronto | 26  | 0  | 7.4  | .387 | .415 | .857 | .8  | .3  | .1  | .0  | 2.7 |
| 2020-21 | Utah    | 19  | 0  | 7.1  | .400 | .256 | .857 | 1.2 | .5  | .1  | .0  | 3.6 |
| 2021-22 | Chicago | 40  | 0  | 11.5 | .410 | .385 | .800 | 1.3 | .5  | .2  | .1  | 4.0 |
| Total   | Total   | 126 | 1  | 9.7  | .433 | .404 | .804 | 1.2 | .5  | .2  | .0  | 4.0 |

### Playoffs
| Año   | Equipo  | PJ | PT | MPP | %TC  | %3P  | %TL  | RPP | APP | ROB | TPP | PPP |
| ----- | ------- | -- | -- | --- | ---- | ---- | ---- | --- | --- | --- | --- | --- |
| 2020  | Toronto | 10 | 0  | 8.4 | .619 | .417 | .000 | 1.4 | .7  | .1  | .1  | 3.1 |
| 2021  | Utah    | 3  | 0  | 2.3 | .000 | -    | -    | .3  | .0  | .0  | .0  | .0  |
| Total | Total   | 13 | 0  | 7.1 | .619 | .417 | .000 | 1.2 | .5  | .1  | .1  | 2.4 |